# Duo à trois (film, 2011)
Pour les articles homonymes, voir Duo à trois.
Pour plus de détails, voir Fiche technique et Distribution.
Duo à trois  (Something Borrowed) est une comédie romantique américaine réalisée par Luke Greenfield, adaptée du roman Duo à trois d'Emily Giffin, sortie en salles le 6 mai 2011 aux États-Unis .

## Synopsis
Juriste de Manhattan, Rachel (Ginnifer Goodwin) se voit obligée de choisir entre l'amitié et l'amour lorsque son ami Dex (Colin Egglesfield), qu'elle connait depuis l'université et qu'elle aimait depuis plusieurs années, doit se marier avec sa meilleure amie Darcy (Kate Hudson)...

## Fiche technique
- Réalisation : Luke Greenfield
- Musique : Alex Wurman
- Photographie : Charles Minsky
- Montage : John Axelrad
- Distribution des rôles : Sari Knight et Mandy Sherman
- Décors : Jane Musky
- Décors de plateau : Leslie E. Rollins
- Costumes : Gary Jones
- Production : Aaron Lubin, Pamela Schein Murphy, Hilary Swank et Molly Smith
- Sociétés de production : 2S Films, Alcon Entertainment et Wild Ocean Films
- Société de distribution : Warner Bros. Pictures
- Pays :  États-Unis
- Langue : anglais
- Genre : Comédie sentimentale
- Durée : 112 minutes
- Dates de sortie en salles :
  - Australie : 5 mai 2011
  - États-Unis, Royaume-Uni, Canada : 6 mai 2011
  - France : 14 février 2013 (diffusion TV)[3]

## Distribution
- Ginnifer Goodwin (VQ : Ariane-Li Simard-Côté) : Rachel
- Kate Hudson (VQ : Camille Cyr-Desmarais) : Darcy
- Colin Egglesfield (VQ : Alexis Lefebvre) : Dex
- John Krasinski (VQ : Frédéric Paquet) : Ethan
- Steve Howey (VQ : Philippe Martin) : Marcus
- Ashley Williams (VQ : Annie Girard) : Claire
- Peyton Roi List : Darcy jeune

## Réception
Something Borrowed a obtenu dans l'ensemble des critiques négatives : le site Rotten Tomatoes lui attribue un pourcentage de 15 % et une note moyenne de 3.9⁄10, basée sur 108 commentaires, dans la catégorie All Critics et un pourcentage de 3 % et une note moyenne de 3.6⁄10 dans la catégorie Top Critics, basée sur un échantillon de 31 commentaires. Le consensus du site dit : « En dépit des solides performances de Kate Hudson et John Krasinski, Something Borrowed est un film raté désagréable,. »
Le site Metacritic lui attribue une moyenne de 36⁄100, basé sur 30 critiques.
Au box-office, le film fait une contre-performance en dépit d'un budget estimé à 35 millions de dollars, en démarrant à la quatrième place avec 18,6 millions de dollars. À sa sixième semaine d'exploitation en salles, Something Borrowed a récolté 37,8 millions de dollars et est classé à la 14e place.